# ルーマー・ウィリス
ルーマー・グレン・ウィリス（Rumer Glenn Willis, 1988年8月16日 - ）は、アメリカ合衆国の女優である。同じく俳優のブルース・ウィリスとデミ・ムーアの娘である。

## 生い立ち
ケンタッキー州パデューカで生まれる。その当時父のブルース・ウィリスは『ブルース・ウィリス/イン・カントリー』の撮影中であった。ルーマーという名前はイギリスの作家のルーマー・ゴッデンにちなんでいる。誕生の際に母のデミ・ムーアはカメラマンを雇ってビデオに撮った。実妹が2人の他、父ブルースと継母エマ・ヘミングとのあいだに生まれた妹がいる。
アイダホ州ヘイリーで育ち、ミシガン州インターローケンのインターローケン芸術アカデミーに入った。2004年1月にカリフォルニア州ロサンゼルスのワイルドウッド学校に入った。また南カリフォルニア大学にも通った。

## キャリア
1995年に母のデミ・ムーアが出演する『Dearフレンズ』で映画デビューした。その後も1996年の『素顔のままで』でムーアと、2000年の『隣のヒットマン』と2005年の『ホステージ』で父のブルース・ウィリスと共演した。
2008年に オーシャン・パシフィックの広報担当となった。同年にコメディ映画『キューティ・バニー』とホラー映画『From Within』に出演する。2009年には『スプラッター・ナイト 新・血塗られた女子寮』、『初体験:ハイスクール・チェリーパイ』に出演する。
2013年5月、テレビシリーズ『プリティ・リトル・ライアーズ』の第4シーズンに出演することが発表された。

## フィルモグラフィ

### 映画
| 公開年 | 邦題 原題                                              | 役名                              | 備考               |
| ------ | ------------------------------------------------------ | --------------------------------- | ------------------ |
| 1995   | Dearフレンズ Now and Then                              | Angela Albertson                  | ウィラ・グレン名義 |
| 1996   | 素顔のままで Striptease                                | アンジェラ                        |                    |
| 2000   | 隣のヒットマン The Whole Nine Yards                    | Girl running between Jimmy and Oz | クレジット無し     |
| 2005   | ホステージ Hostage                                     | アマンダ・タリー                  |                    |
| 2008   | From Within                                            | ナタリー                          |                    |
| 2008   | キューティ・バニー The House Bunny                     | Joanne                            |                    |
| 2008   | Streak                                                 | Drea                              |                    |
| 2008   | Whore                                                  | Smoking Girl                      |                    |
| 2009   | 初体験:ハイスクール・チェリーパイ Wild Cherry          | Katelyn Chase                     |                    |
| 2009   | スプラッター・ナイト 新・血塗られた女子寮 Sorority Row | Ellie Morris                      |                    |
| 2012   | The Diary of Preston Plummer                           |                                   |                    |
| 2013   | The Ganzfeld Experiment                                |                                   |                    |
| 2015   | リベンジ・トラップ/美しすぎる罠 Return to Sender       |                                   |                    |
| 2018   | エア・ストライク 大轟炸                                | ジュリア                          | 中国映画           |

### テレビシリーズ
| 放映年    | 邦題 原題                                                                                  | 役名                   | 備考                                                      |
| --------- | ------------------------------------------------------------------------------------------ | ---------------------- | --------------------------------------------------------- |
| 2008      | Miss Guided                                                                                | Shawna                 | 第1シーズン第16話「Frenemies 」                           |
| 2008      | アーミー・ワイフ Army Wives                                                                | Renee Talbott          | 第2シーズン第16話「Transitions」                          |
| 2008      | CSI:ニューヨーク CSI: NY                                                                   | Mackendra Taylor       | 第5シーズン第8話「私の名はマック・テイラー」              |
| 2009      | ミディアム 霊能者アリソン・デュボア Medium                                                 | Bethany Simmons        | 第5シーズン第17話「過去からの脅迫状                       |
| 2009      | 新ビバリーヒルズ青春白書 90210                                                             | ジア                   | 計10話出演                                                |
| 2009      | アメリカン・ティーンエイジャー 〜エイミーの秘密〜 The Secret Life of the American Teenager | ヘザー                 | 第2シーズン第10話「Knocked Up, Who's There?」             |
| 2012      | Workaholics                                                                                | リサ（麻薬ディーラー） | 第3シーズン第2話「True Dromance」                         |
| 2013      | プリティ・リトル・ライアーズ Pretty Little Liars                                           | ゾーイ                 | 第4シーズン第8話「衝撃の自白」                            |
| 2012-2013 | Hawaii Five-0                                                                              | サブリナ・レイン       | 第3シーズン第9話「死の願い」 第4シーズン第6話「悪魔の手」 |
| 2017-2018 | Empire 成功の代償 Empire                                                                   | トリー・アッシュ       | 計22話出演                                                |